# Кожара (ада)
Кожара је речно острво, смештено на левој обали Дунава у Србији. Део је Београда и припада београдској општини Палилула.
Кожара је острво троугластог облика, смештено у банатском делу општине Палилула између Дунава и канала Јојкићев Дунавац, крај дела потока Визељ у Панчевачком риту (Јојкићев Мали Дунав, назван по бившем градоначелнику Београда Ђурици Јојкићу). Кожара покрива површину од 0,44 квадратних километара.
Острво је поплавно, потпуно прекривено шумом и без сталног становништва. На ушћу Јојкићевог Дунавца у Дунав, преко пута Кожаре, налази се викенд-насеље Мика Алас. На острву постоји неколико трајних издужених мочвара.
Представља оазу нетакнутог природног живота, иако је удаљена само 600 метара од старог језгра Београда, Дорћола. Упркос томе, градска власт Београда је 2005. године објавила да ће Кожара бити део будућег полувештачког острва замишљеног као острво у близини Великог Ратног Острва, такође на Дунаву. За разлику од Великог Ратног Острва, које је заштићено законом и свако људско уплитање је забрањено, будућа Кожара (привремени назив је Чапља ) пројектује се као острво са воденим парком и главна туристичка атракција. Међутим, од августа 2006. године није започео рад на овом пројекту.